# Esmé Bianco
Esmé Augusta Bianco (St Albans, 25 de mayo de 1982) es una actriz, modelo, actriz de voz, intérprete de cabaret y burlesque y DJ británica, principalmente conocida por su papel recurrente de Ros en la serie de televisión de HBO, Juego de Tronos.

## Biografía

### Infancia y juventud
Esmé Bianco nació en St. Albans, Hertfordshire, Inglaterra, el 25 de mayo de 1982 y creció en Hertfordshire y en la península de Wirral. A la edad de 18 años se mudó a Londres, donde estudió Drama y Artes Teatrales en el Goldsmiths College de la University of London. En septiembre de 2008 se casó con un asistente médico. Entre 2010 y 2011 salió un tiempo con el músico Marilyn Manson.

### Carrera profesional
La carrera de Bianco comenzó con actuaciones en videos musicales de artistas como Robbie Williams y Slayer, y apariciones en distintas televisión del Reino Unido como BBC y Channel 4; antes de ser elegida para el papel de «Ros» en el episodio piloto de Juego de tronos de HBO.
En 2006, debutó en el cine con «Dolls». De 2008 a 2010 actuó en películas británicas de diferentes géneros como el thriller Burlesque Fairytales, en la que interpretó a «Madre» en uno de los cuentos. También apareció en la película de ciencia ficción Chemical Wedding, la comedia Dead Man Running y la película de gánsteres The Big I Am (2010). en 2010 debutó en televisión en la miniserie Any Human Heart.
De 2011 a 2013, interpretó el papel de la prostituta Ros en la serie de HBO Juego de Tronos. Apareció por primera vez en el primer capítulo de la serie Se acerca el invierno, actuando en unos trece episodios, principalmente en las escenas de «sexposition» del programa, antes de que su personaje fuera asesinado en el episodio de la tercera temporada El ascenso.
En 2012, se mudó a Los Ángeles. En Estados Unidos ha trabajado en la serie de televisión The Magicians (2015-2018) y Supergirl (2018). Fue la voz de la reina Eclipsa en la serie Star contra las fuerzas del mal (2017-2019) y la de Professor Lane en la serie de televisión Hot Streets (2018). También fue en 2018 cuando apareció en su primera película de Hollywood, una película de terror de vampiros, Living Among Us. En 2020, hizo una aparición en el álbum del grupo musical estadounidense Puscifer, Existential Reckoning, en la canción UPGrade como vocalista invitada.
Además de su carrera como actriz también ha tenido una exitosa carrera como modelo para marcas de lencería de lujo, como Agent Provocateur, Modern Courtesan y Atsuko Kudo. Así mismo ha viajado por el mundo con sus espectáculos de cabaret y burlesque creando actuaciones eróticas para artistas, locales de espectáculos o eventos deportivos, comoː Sting, Gran Premio de Mónaco, hoteles W, Ministry of Sound y Vanity Fair. También ha posado para los pintores Christian Furr y Peregrine Heathcote.

### Vida personal
En febrero de 2021, acusó a Marilyn Manson de abusar físicamente de ella durante la relación que mantuvieron en 2011, después de que se separara de su esposo. En abril de 2021, Bianco demandó a Manson por presunta agresión sexual, tráfico de personas y abusos físicos y emocionales. Bianco alegó que le dieron drogas y alcohol, y también la sometieron a amenazas de violencia y violación. También relató que Manson la ató a un reclinatorio de oración, la golpeó con un látigo y la violó. Además aseguró que debido a estos abusos padece un trastorno de estrés postraumático, ansiedad y depresión. Manson respondió a las acusaciones de Bianco a través de su abogado, afirmando que estas acusaciones eran «probablemente falsas».
La acusación de Esmé Bianco contra el cantante Marilyn Manson que relata episodios de tortura llega tres meses después de que otras cinco mujeres, entre ellas la actriz Evan Rachel Wood, denunciaran al cantante por abuso físico y mental. Finalmente llegaron a un acuerdo extrajudicial en enero de 2023, aunque los términos de dicho acuerdo no han sido revelados.

## Filmografía

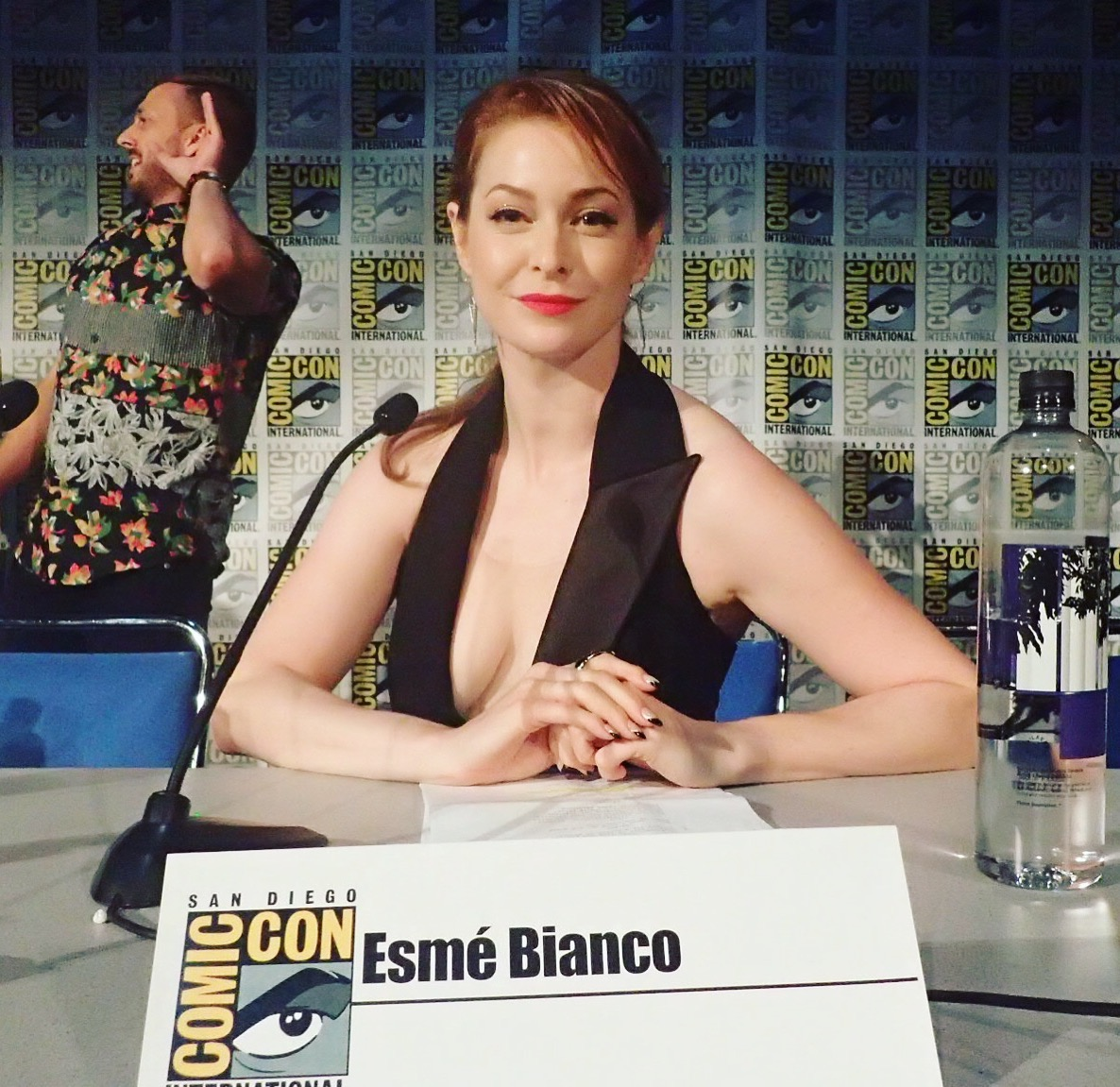
Esmé Bianco en la Comic Con de San Diego de 2018

### Cine
| Año                | Título                               | Papel            | Notas        |
| ------------------ | ------------------------------------ | ---------------- | ------------ |
| 2006               | Dolls                                | Mouche           | Cortometraje |
| 2008               | Chemical Wedding                     | Mavis            |              |
| 2009               | Burlesque Fairytales                 | Mother           |              |
| 2009               | Dead Man Running                     | Burlesque Singer |              |
| 2010               | The Big I Am                         | Madame Dupoint   |              |
| 2015               | The Scorpion King 4: Quest for Power | Feminina         | Video        |
| 2018               | Living Among Us                      | Elleanor         |              |
| 2020               | Hypnotized                           | Claire           |              |
| (Fuente: IMDb.com) |                                      |                  |              |

### Televisión
| Años               | Título                                        | Papel                | Notas                                             |
| ------------------ | --------------------------------------------- | -------------------- | ------------------------------------------------- |
| 2010               | Any Human Heart                               | Betty                | Episodioː «1.3»                                   |
| 2011               | Eric and Ernie                                | Lola                 | Telefilme                                         |
| 2011-2013          | Juego de Tronos                               | Ros                  | Papel recurrente                                  |
| 2014               | A Christmas Mystery                           | Rebecca Clark        | Telefilme                                         |
| 2015               | Ominous                                       | Rachel Young         | Telefilme                                         |
| 2015-2020          | The Magicians                                 | Jane Chatwin         | Papel recurrente 7 episodios                      |
| 2017-2019          | Star contra las fuerzas del mal               | Queen Eclipsa (voz)  | Serie de animación Papel recurrente; 24 episodios |
| 2018               | Hot Streets                                   | Professor Lane (voz) | Episodio: «The Bractegon»                         |
| 2018               | Supergirl                                     | Thara Ak-Var         | 2 episodios                                       |
| 2021               | The First Goodbye                             | Rachel               | Cortometraje                                      |
| 2021               | Canadian Film Fest Presented by Super Channel |                      | Episodio 2x6                                      |
| (Fuente: IMDb.com) |                                               |                      |                                                   |